# Olympijské naděje
Olympijské naděje jsou závody mládeže v rychlostní kanoistice pořádané jednou ročně v několika kategoriích.

## Informace o závodech
Tyto závody jsou pořádány každoročně Mezinárodní kanoistickou federací (ICF) pro sportovce do 18 let. Závody se uskutečňují na čtyřech místech, každý rok na jiném z nich. První je umělý kanál Labe Aréna Ústeckého kraje v Račicích v České republice. Druhým místem je umělý kanál v Szegedu v Maďarsku. Třetí závodiště se nachází v slovenských Piešťanech. A poslední je kanál v Bydgošti v Polsku.
Jezdí zde dívky a chlapci na singl, debl i čtyřkajaku. Na klasických olympijských disciplínách (200 metrů, 500 metrů, 1000 metrů) zde jezdí kajak i kanoe. Přibližně od roku 2015 začaly na kánoi jezdit i děvčata. Závodí zde země z celého světa. V roce 2016 se účastnil rekordní počet 33 zemí. Mládež závodí tři dny za sebou, přičemž první je trať 1000 metrů, druhý den 500 metrů a naposled se jezdí sprint a to 200 metrový závod. Poctivost závodníků hlídá váhová kontrola a samozřejmě dopingová kontrola. Na konci každého dne probíhá oficiální vyhlašovací ceremoniál.